# Нагой, Андрей Александрович
Андрей Александрович Нагой (? — 1618) — боярин и воевода. Впервые упоминается в 1581 году в чине свадьбы царя Ивана Грозного на Марии Нагой. В 1600 и 1601 годах был воеводой в Арске. В 1605 году принимал участие в чине встречи царя Симеона Бекбулатовича в Москве. В этом же году был пожалован в окольничие, а в 1606 году и в бояре. После свержения Лжедмитрия был послан царём Василием Шуйским в Углич за мощами царевича Дмитрия и сопровождал их при перевезении из Углича в Москву. После этого сведений о его жизни и деятельности нет. Умер в 1618 году.